# Diebold Schilling il Vecchio
Diebold Schilling il Vecchio (1445 circa – 1486 circa) fu un autore di cronache del tempo, redatte nella tradizione svizzera delle cronache illustrate.

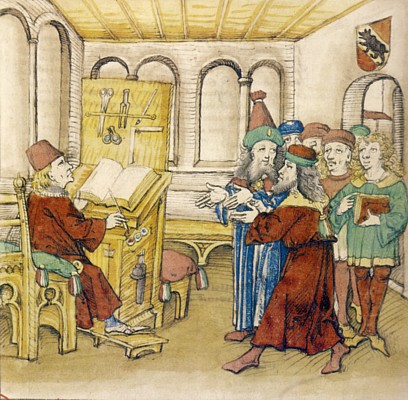
Diebold Schilling nel suo laboratorio; dalla Spiezer Chronik.

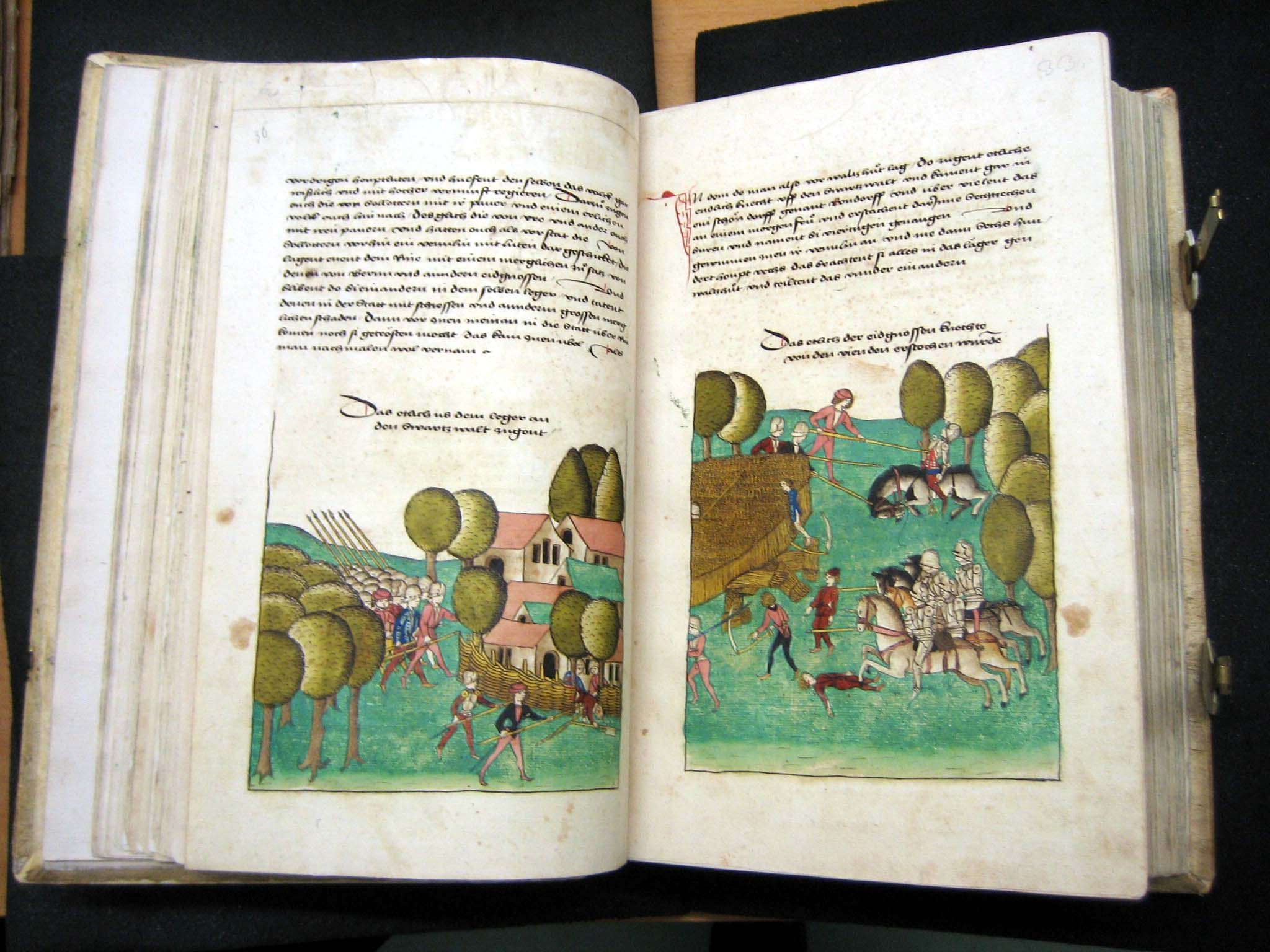
Burgunderchronik

Era il secondo figlio di Nicola Schilling da Solothurn ed era anche lo zio del cronista Diebold Schilling il Giovane, figlio di un suo fratello minore.
Egli venne istruito nel laboratorio Diebold Laubers e nella cancelleria di Lucerna. Nel 1460 venne assunto in servizio da quella di Berna, divenne cittadino della medesima e nel 1468 entrò a far parte del Gran Consiglio. Nel 1485, a quanto pare per motivi di salute, rinunciò al suo incarico tornando alla Cancelleria del Tribunale. Fin dagli anni 1460 s'impegnò nella rappresentazione della storia di Berna e della Confederazione. Prese parte alle guerre borgognone.
Di Diebold Schilling ci sono rimaste tre opere: La Grande cronaca borgognona (Grosse Burgunderchronik o "Zürcher Schilling"), la Cronaca ufficiale di Berna (Berner Chronik), in tre volumi, che copre il periodo dal 1152 fino al 1480, e la sua ultima opera, la Spiezer Chronik, un lavoro su commissione per lo scoltetto bernese Rudolf von Erlach, che è considerato il suo capolavoro.